# Prima guerra boera
La prima guerra boera (Afrikaans: Eerste Vryheidsoorlog, 'prima guerra di libertà'), conosciuta anche come prima guerra anglo-boera o guerra del Transvaal, fu un conflitto combattuto tra il 1880 e il 1881 tra l'Impero britannico e i coloni sudafricani di origine olandese, detti boeri.

## Definizione
La definizione guerra, pur essendo generalmente accettata, è molto spesso discussa dagli storici in riferimento alla prima guerra boera (soprattutto se paragonata alla vastità e lunghezza della seconda guerra boera): questo è perché le operazioni coinvolsero un numero molto limitato di uomini (complessivamente meno di 5 000 soldati presero parte alle operazioni) e si svolse un numero altrettanto esiguo di battaglie (appena quattro, di cui solo una significativa, con più di mille uomini sul campo di battaglia) in tre mesi di scontri.

## Contesto storico

### Movimenti indipendentisti
Negli anni precedenti la guerra, il conflitto di interessi tra l'imperialismo britannico (personificato nella figura di Cecil Rhodes) e la popolazione locale divenne sempre più marcato, in particolare riguardo agli immensi interessi economici che giravano attorno alla produzione di diamanti e all'industria mineraria in generale. Questi conflitti portarono i boeri a un concetto d'identità nazionale senza precedenti per loro, cementato in particolare dall'odio verso i britannici colonizzatori, visti come invasori, nonostante che i boeri stessi non fossero altro che i discendenti dei primi coloni giunti nell'Africa meridionale. Nel 1875 un colono di nome Stephanus Jacobus du Toit aveva fondato la Genootskaap van Regte Afrikaners (in afrikaans "Associazione dei veri afrikaner") con l'intento originario di promuovere la lingua afrikaans; ben presto però l'associazione divenne praticamente un centro politico nazionalista che riunì sotto la sua bandiera diversi movimenti indipendentisti.

### Reazione britannica
Queste continue manifestazioni antibritanniche irritarono i governanti della Colonia del Capo, e la fondazione di una associazione che riuniva i vari movimenti indipendentisti fece capire agl'inglesi che l'indipendentismo boero non era più un fenomeno "selvaggio" ma piuttosto un'ideologia organizzata; questa consapevolezza portò all'emanazione di alcuni provvedimenti particolarmente contestati, tra i quali l'atto unilaterale con cui nel 1877 il Transvaal fu obbligato ad accettare di essere annesso alla Colonia del Capo e il Peace Preservation Act dell'anno seguente, con cui i britannici imposero il disarmo forzato delle minoranze anti-britanniche.

### La guerra Zulu
Il primo a reagire alle nuove imposizioni (in particolare al disarmo imposto dal Peace Preservation Act) fu il re zulù Cetshwayo. La situazione degenerò rapidamente e si trasformò ben presto in una sanguinosa guerra in cui la netta superiorità tecnica e logistica delle truppe britanniche vanificò la superiorità numerica dei nativi e si tradusse in un massacro di Zulù; come conseguenza di questa serie di scontri l'Impero Zulu cessò di esistere, diventando una colonia britannica.
In risposta a questa azione di forza s'originò l'Afrikaner Bond, un vero e proprio movimento politico che promuoveva l'indipendenza e l'autogoverno dei boeri.

## Il conflitto

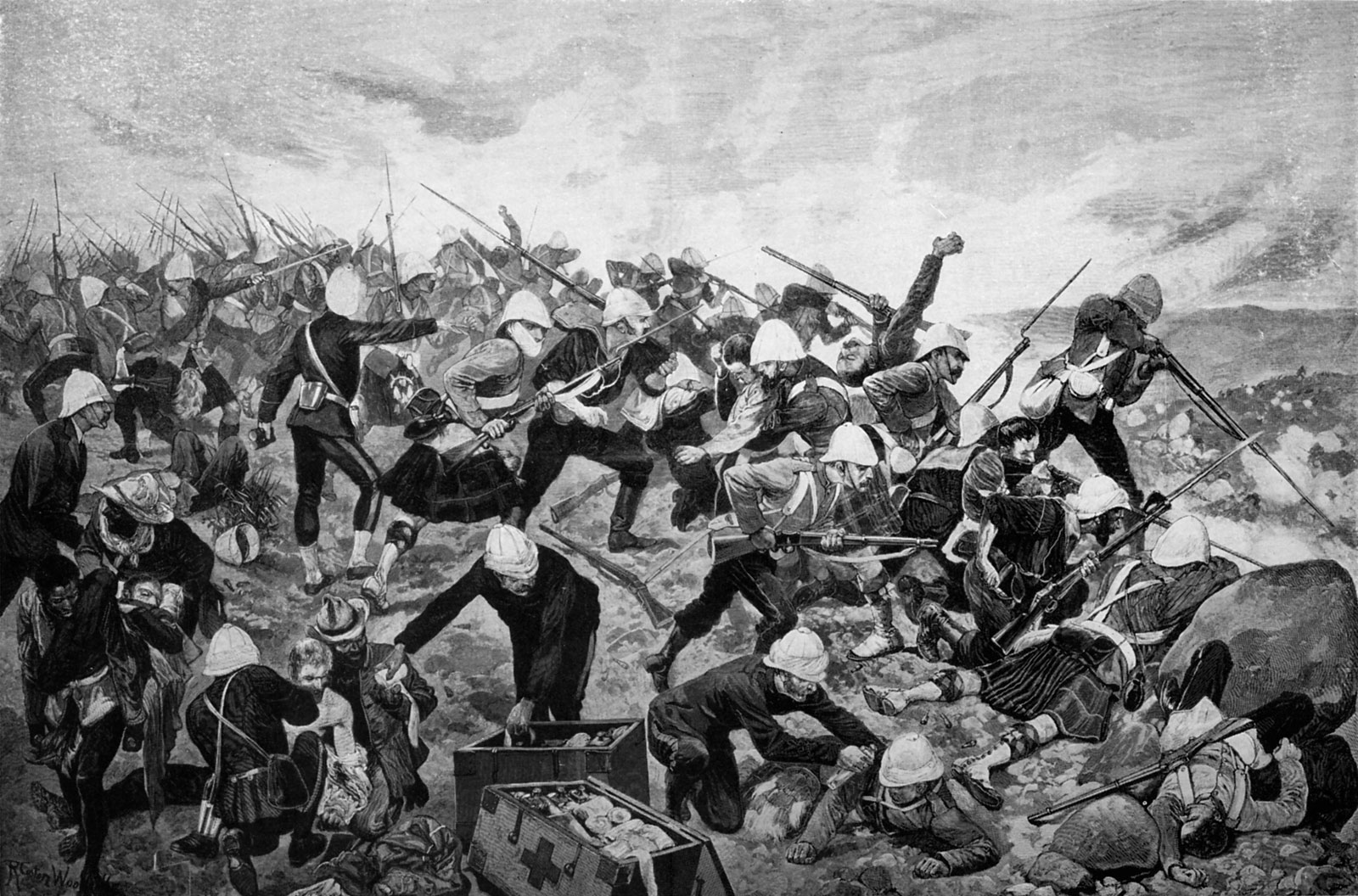
Battaglia di Majuba Hill

Con la sconfitta degli Zulu e dei Pedi, i boeri transvaali furono in grado di dare voce al proprio risentimento verso l'annessione britannica del 1877, lamentandosi di alcune violazioni riguardante la Convenzione del fiume Sand del 1852 e la Convenzione di Bloemfontein del 1854.
Per tutto il 1879 e il 1880 Paul Kruger fomentò una serie di ribellioni su vasta scala nel Transvaal e ben presto la situazione degenerò fino a diventare una guerra civile, sebbene non dichiarata ufficialmente.
Il 16 dicembre 1880 i boeri autoproclamarono il Transvaal repubblica indipendente e ammainarono la Union Jack per fare posto al vessillo boero; quattro giorni dopo un drappello di 250 boeri intercettò e attaccò il 94º reggimento britannico diretto a Pretoria, dando vita all'azione di Bronkhorstspruit: nel corso della schermaglia oltre 150 soldati inglesi morirono e gli altri (circa altri 120 uomini) furono fatti prigionieri.
Nei giorni seguenti gli inglesi sottovalutarono il problema e inviarono un'esigua spedizione comandata da George Pomeroy Colley, Maggior generale della British Army, per ripristinare l'ordine; Colley divenne governatore e successivamente comandante del Natal e alto commissario per l'Africa Orientale Britannica (luglio 1880). Diversi impegni impedirono a Colley di visitare il Transvaal, dove conosceva molti dei boeri più anziani. Colley diede piena fiducia all'amministratore, Owen Lanyon, che però non aveva alcuna comprensione dell'umore o delle capacità boere.
Durante la Battaglia di Laing's Nek i soldati di Colley furono intercettati e sconfitti dai boeri (28 gennaio 1881); il giorno 8 del mese seguente i boeri colsero un altro importantissimo successo a Schuinshoogte; infine, il 27 febbraio Colley tentò un'ultima disastrosa operazione a Majuba Hill.
Dopo Majuba Hill il governo coloniale britannico ottenne un armistizio (6 marzo), armistizio che divenne trattato di pace il 23 marzo 1881, mettendo fine alla prima guerra boera. Nel trattato di pace veniva riconosciuto l'autonomia (non l'indipendenza) del Transvaal; la conclusione definitiva della guerra si ebbe con la Convenzione di Pretoria, firmata il 3 agosto 1881, in cui le condizioni del trattato di pace furono ufficializzate e precisate.

## Conseguenze
La superiorità dei boeri era stata tanto imprevista quanto schiacciante, dato che essi avevano vinto tutte le quattro battaglie e perso solo poche decine di uomini (le truppe britanniche ebbero diverse centinaia di caduti). L'imprevedibilità di tale esito fu dovuta alla netta convinzione degli inglesi di essere nettamente superiori in tutti i campi, convinzione maturata anche in seguito alla schiacciante vittoria contro gli Zulù; i boeri riuscirono a prevalere grazie a una attenta organizzazione e alla migliore conoscenza del territorio, sorprendendo il mondo e in particolare l'Impero britannico.